# Трийсет и един чифт волове
„Трийсет и един чифт волове“ е български телевизионен филм от 1976 година (комедия, детски) на режисьора Никола Петков, по сценарий на Кольо Георгиев. Оператор е Михаил Венков. Художник е Михайлена Венкова. Музиката във филма е композирана от Петър Ступел.
Музиката е изпълнена от камерен ансамбъл „Софийски солисти“.

## Сюжет
Началото на 40-те години на ХХ в. Касиерът на селската кооперация Георги трябва да предаде в града 60 000 лева – поредният падеж по плащане към банката, и натоварва с тази задача Разсилния. Той обаче отказва, защото някой е откраднал велосипеда. За да не се провали плащането, Георги натоварва с отговорната задача големия си син – 13-годишния Кольо. За да може момчето да разбере колко точно са парите, бащата му обяснява, че с тях могат да се купят 30 чифта волове, а за да се върне навреме, му дава златния си часовник, с който воловете стават 31. Пътят до града минава през гората. Кольо случайно среща селския бедняк Иван. Той е с колело и Кольо се досеща, че това е откраднатият велосипед на Селсъвета. Оказва се, че Иван също отива в града и двамата поемат заедно. По пътя попадат на катун цигани. Един от циганите харесва кожената чанта, в която са парите и предлага на Иван да я купи за 10 лева. Двамата започват да се пазарят и само навременната намеса на Кольо ги спасява от боя. Докато си почиват след бягството, Кольо обяснява на Иван какво има в чантата и му показва часовника. Стрестнат и притеснен, че няма да може да устои на изкушението, Иван изгонва Кольо, но по-късно го настига и двамата заедно стигат до касиера Северинов, на когото трябва да предадат голямата сума...

## Състав

### Актьорски състав
| Роля              | Изпълнител           |
| ----------------- | -------------------- |
| чичо Иван         | з. а. Петър Слабаков |
| Кольо             | Светлазар Фотев      |
|                   | з. а. Минко Босев    |
|                   | Веско Зехиров        |
|                   | Никола Добрев        |
| банковия чиновник | з. а. Иван Янчев     |
|                   | Леонтина Ардити      |
|                   | Любомир Виденов      |
|                   | Стоян Балабанов      |
|                   | Славчо Борисов       |
|                   | Георги Русев         |
|                   | Румен Симов          |
|                   | Иван Владимиров      |